# San Vito Romano
San Vito Romano est une commune italienne de la ville métropolitaine de Rome Capitale, dans la région Latium.

## Géographie
San Vito Romano est située dans une zone de moyenne montagne, à une altitude moyenne de 655 m, au sein des monts Prénestiens à proximité du mont Guadagnolo, le point culminant de la région.
Les communes limitrophes de San Vito Romano sont Bellegra, Capranica Prenestina, Genazzano, Olevano Romano et Pisoniano.

## Administration
| Période                                  | Période      | Identité          | Étiquette             | Qualité |
| ---------------------------------------- | ------------ | ----------------- | --------------------- | ------- |
| 3 juin 1985                              | 25 mai 1990  | Cenci Armando     | Démocratie chrétienne |         |
| 26 mai 1990                              | 13 juin 1999 | Nanni Vincenzo    | PDS/PCI               |         |
| 14 juin 1999                             | 13 juin 2004 | Trinchieri Guido  | Liste civique         |         |
| 13 juin 2004                             | 25 mai 2014  | Rossi Amedeo      | Centre gauche         |         |
| 26 mai 2014                              |              | Maurizio Pasquali | Liste civique         |         |
| Les données manquantes sont à compléter. |              |                   |                       |         |

### Jumelage
- Sankt Veit im Mühlkreis (Autriche).

## Culture et patrimoine
- L'église Santa Maria De Arce.
- L'église Santi Sebastiano e Rocco
- L'église San Vito Martire
- L'église San Biagio Vescovo e Martire
- Le sanctuaire de la Madonna di Compigliano
- Le palais Theodoli.

## Personnalités liées à la commune
- Lelio Colaneri
- Francesco Rocca